# Hypena flavisceta
Hypena flavisceta là một loài bướm đêm trong họ Erebidae.